# Сибметаллургмонтаж
«Сибметаллургмонтаж» — предприятие в Кемеровской области. Создано в 1958 году в связи со строительством Западно-cибирского металлургического комбината. Располагалось в городе Новокузнецк. С 2023 является банкротом.

## Деятельность
Монтаж оборудования на объектах: Новокузнецкий металлургический комбинат, Новокузнецкий алюминиевый завод, Кузнецкие ферросплавы, Абагурская аглофабрика, обогатительная фабрика «Распадская», производственное объединение «Азот» в Кемерове, Топкинский цемзавод, Алтайские тракторный и моторный заводы, Барнаульский завод синтетического волокна, работа в Липецке, Челябинске, Караганде, Волжске, Бекабаде, возведение предприятий в Индии, на Кубе, в Пакистане, Иране, Нигерии, Алжире, Египте, Северной Корее. Имело 7 отделений в семи городах Кузбасса  Алтая и Красноярского края.    В 1990х годах стало акционерным обществом.

## Сотрудники

### Руководство
- Потылицын, Юрий Константинович — генеральный директор (2009). Получил звание «Почетный строитель России»[1]
- Лещев, Игорь Геннадьевич — генеральный директор. Получил звание «Почетный строитель России»[1]

### Герои социалистического труда
- Рогачёв, Евгений Никитович (1927—1970) — бригадир слесарей-монтажников Новокузнецкого монтажного управления треста «Сибметаллургмонтаж» (1966), в 1966 году за выдающиеся успехи, достигнутые в выполнении заданий семилетнего плана в капитальном строительстве.
- Ерёмин, Виктор Алексеевич — (1927—?) — бригадир слесарей-монтажников второго Новокузнецкого монтажного управления треста «Сибметаллургмонтаж» (1970) — в 1970 году за выдающиеся успехи в строительстве и досрочном освоении проектных мощностей промышленных объектов Запсиба.
- Зорин, Григорий Савельевич (1926 −2012) — бригадир слесарей-монтажников первого Новокузнецкого монтажного управления треста «Сибметаллургмонтаж», в 1976 году за выдающиеся производственные успехи, достигнутые в выполнении заданий девятой пятилетки.
- Бранц, Василий Павлович (1936—1989) — бригадир слесарей-монтажников первого монтажного управления треста «Сибметаллургмонтаж» (1981), в 1981 году за выдающиеся успехи, достигнутые при строительстве первой очереди электросталеплавильного цеха КМК.
- Федосеев, Иван Семёнович — бригадир (Кемерово) (1979).

### Прочие
- Топкасов, Леонид Петрович — Герой Социалистического труда
- Леонтьев, Анатолий Иванович — Заслуженный строитель Российской Федерации[1]
- Шевченко, Николай Петрович

## Награды
Награждено Международным Призом Европы «За качество», «Приз нового тысячелетия», который торжественно вручался в Париже. В 2001 году ЗАО «Сибметаллургмонтаж» удостоено еще одной международной награды «За высокие достижения в области строительства с умеренными ценами». Приз присужден Деловым центром Европы, участниками которого являются 120 стран.